# José da Luz Pereira
José da Luz Revés Pereira (Mértola, 13 de Fevereiro de 1945 - Beja, 11 de Novembro de 2022) foi um agricultor e dirigente associativo português. Como presidente da Associação do Campo Branco, teve um importante papel no desenvolvimento da agricultura no concelho de Castro Verde.

## Biografia
Nasceu em 13 de Fevereiro de 1945, na povoação de Vale de Açor de Cima, no concelho de Mértola. Mudou-se para Beja aos oito anos de idade, tendo sido aluno na Escola Industrial e Comercial de Beja, em cursos relacionados com a agropecuária.
Em 1974 inicia a exploração da Herdade do Monte A-dos-Brancos, em Casével. Destacou-se como membro de várias associações agrícolas na região do Baixo Alentejo, tendo sido um defensor dos direitos dos agricultores. No sentido de apoiar os produtores regionais a lidarem com as alterações introduzidas pela entrada de Portugal na Comunidade Económica Europeia, foi um dos principais responsáveis pela fundação da Associação de Agricultores do Campo Branco, em Janeiro de 1989. Em 1995 ascendeu à posição de presidente daquele órgão, que manteve até ao seu falecimento. Também foi um dos membros fundadores da Federação das Associações de Agricultores do Baixo Alentejo, e em 1998 integrou-se na Associação de Agricultores do Sul. Foi considerado pela Confederação dos Agricultores de Portugal como «um exemplo de dinamismo associativo e uma personalidade incontornável na agricultura do Baixo Alentejo», que «soube promover o diálogo e a cooperação entre agricultores e outras forças da região, e contribuir para transformar uma região agrícola pobre e vulnerável, como Castro Verde, num exemplo apontado hoje a nível europeu: o Plano Zonal de Castro Verde, é reconhecido como modelo de agricultura sustentável potenciador da biodiversidade». Em 14 de Junho de 2021 foi alvo de uma homenagem por parte da Câmara Municipal de Castro Verde.
Faleceu em 11 de Novembro de 2022, no Hospital José Joaquim Fernandes, em Beja, aos 77 anos de idade, tendo sido enterrado no cemitério de Casével. A Câmara Municipal de Castro Verde decretou um dia de luto municipal, e emitiu uma nota de pesar, onde o recordou como um «cidadão exemplar e homem de causas do concelho de Castro Verde», e acrescentou que o «seu legado de liderança sensata, comprometida e de grande trabalho diplomático na defesa da agricultura do nosso concelho, ao longo de décadas, é um testemunho que perdurará na memória de todos nós». A sua morte foi igualmente lamentada pelo Município de Ourique, que o classificou como um «distinto cidadão, que presidiu ao longo de mais de 30 anos a Associação de Agricultores do Campo Branco», salientando o seu papel como «um cidadão visionário, um forte defensor do Mundo Rural da nossa região e contribuiu fortemente para a afirmação da agricultura do nosso território», A Câmara Municipal de Almodôvar recordou-o como «uma pessoa de causas públicas, um defensor da agricultura que sempre enalteceu a atividade e as gentes que nela se empenham. Valorizou e defendeu o mundo rural, a agricultura, os pecuários e a região. Também foi um homem de enorme sensibilidade, de bom senso, conciliador e agregador na nossa comunidade». A Associação de Agricultores do Sul também emitiu uma nota de pesar, onde foi recordado como um «alentejano de cepa, sereno e defensor da sua região, e a quem esta muito deve». O deputado Pedro do Carmo, presidente da Comissão Parlamentar de Agricultura e Mar, comentou que «o Baixo Alentejo e o mundo rural perdem um dos melhores», e o deputado Nelson Brito, Federação do Baixo Alentejo do Partido Socialista, lembrou José da Luz como «um homem de causas públicas [...] de enorme sensibilidade, de bom senso, conciliador e agregador». A divisão distrital de Beja do Partido Social Democrata recordou como uma pessoa «de trato muito fácil e humilde, que dispensou grande parte da sua vida em prol dos agricultores e do setor agrícola».